# Kamkam
Le kamkam (ou bungnu, bungun, bunu, gbunhu, kakaba, mbongno) est une langue bantoïde mambiloïde parlée au Nigeria, dans l'État de Taraba, et au Cameroun dans la Région de l'Adamaoua et le département du Mayo-Banyo.
En 1999 le nombre de locuteurs était estimé à 3 000 au Nigeria.